# Chepigana (huyện)
Huyện Chepigana là một huyện (distrito) thuộc tỉnh Darién ở Panama. Theo điều tra dân số năm 2000, huyện này có dân số 27461 người. Huyện Chepigana có diện tích 7309 km². Huyện lỵ đóng tại La Palma.